# Chuba Akpom
Chuba Amechi Akpom (ur. 9 października 1995 w Londynie) – angielski piłkarz nigeryjskiego pochodzenia występujący na pozycji napastnika. Wychowanek Arsenalu.

## Kariera klubowa
Akpom rozpoczął swoją karierę w Arsenalu, gdzie trafił w wieku sześciu lat. Wcześniej zainteresowanie jego osobą wyrażały także West Ham United oraz Charlton Athletic. Mając lat 15, zaczął występować z zespole U-18. 10 października 2012 roku Akpom podpisał swój pierwszy profesjonalny kontrakt z klubem. W grudniu 2012 roku znalazł się w kadrze pierwszej drużyny powołanej na mecz fazy grupowej Ligi Mistrzów z greckim Olympiakosem.
Przed sezonem 2013/14 Akpom udał się wraz z pierwszym zespołem na przedsezonowe zgrupowanie w Azji. Podczas tournée zdobył jedną bramkę w sparingu z reprezentacją Indonezji oraz dwie w meczu towarzyskim przeciwko Wietnamowi. 14 września Akpom zadebiutował w pierwszej drużynie podczas wygranego 3:1 meczu ligowego z Sunderlandem, gdy w doliczonym czasie gry zastąpił na boisku Oliviera Giroud.
9 stycznia 2014 roku został na miesiąc wypożyczony do Brentford, zaś 14 lutego, po powrocie do Arsenalu, trafił na tej samej zasadzie do Coventry City. Następnie wypożyczany był także do Nottingham Forest oraz Hull City.

## Kariera reprezentacyjna
15 lutego 2011 roku Akpom zadebiutował w reprezentacji Anglii do lat 16 podczas zremisowanego 0:0 meczu towarzyskiego ze Słowenią. 2 sierpnia 2011 roku podczas spotkania towarzyskiego z Wyspami Owczymi zanotował pierwszy występ i zdobył pierwszą bramkę w kadrze do lat 17.
6 września 2012 roku rozegrał pierwsze spotkanie w barwach reprezentacji U-19, która przegrała wówczas 1:3 z Niemcami. 26 września podczas wygranego 3:0 meczu z Estonią Akpom zanotował swoje premierowe trafienie.

## Statystyki kariery
(aktualne na dzień 5 sierpnia 2016)
| Klub                     | Sezon              | Liga               | Liga  | Liga   | Puchar Anglii | Puchar Anglii | Puchar Ligi | Puchar Ligi | Europa | Europa | Inne  | Inne   | Suma  | Suma   |
| Klub                     | Sezon              | Liga               | Mecze | Bramki | Mecze         | Bramki        | Mecze       | Bramki      | Mecze  | Bramki | Mecze | Bramki | Mecze | Bramki |
| ------------------------ | ------------------ | ------------------ | ----- | ------ | ------------- | ------------- | ----------- | ----------- | ------ | ------ | ----- | ------ | ----- | ------ |
| Arsenal                  | 2013/14            | Premier League     | 1     | 0      | 0             | 0             | 1           | 0           | 0      | 0      | –     | –      | 2     | 0      |
| Brentford (wyp.)         | 2013/14            | League One         | 4     | 0      | 0             | 0             | 0           | 0           | –      | –      | –     | –      | 4     | 0      |
| Coventry City (wyp.)     | 2013/14            | League One         | 6     | 0      | 0             | 0             | 0           | 0           | –      | –      | –     | –      | 6     | 0      |
| Arsenal                  | 2014/15            | Premier League     | 3     | 0      | 3             | 0             | 1           | 0           | 0      | 0      | –     | –      | 7     | 0      |
| Nottingham Forest (wyp.) | 2014/15            | Championship       | 7     | 0      | 0             | 0             | 0           | 0           | –      | –      | –     | –      | 7     | 0      |
| Hull City (wyp.)         | 2015/16            | Championship       | 35    | 3      | 1             | 3             | 4           | 1           | –      | –      | 1     | 0      | 41    | 7      |
| Arsenal                  | 2016/17            | Premier League     | 0     | 0      | 0             | 0             | 0           | 0           | 0      | 0      | –     | –      | 0     | 0      |
| Ogólnie w karierze       | Ogólnie w karierze | Ogólnie w karierze | 56    | 3      | 4             | 3             | 6           | 1           | 0      | 0      | 1     | 0      | 67    | 7      |